# ماسومی تازاوا
ماسومی تازاوا (انگلیسی: Masumi Tazawa; November 22 – ) صداپیشه اهل ژاپن بود.